# تپه شهر سوخته ۲۵
تپه شهر سوخته ۲۵ مربوط به دوران‌های تاریخی پس از اسلام است و در شهرستان زابل، ۵ کیلومتری جنوب غربی پایگاه شهرسوخته واقع شده و این اثر در تاریخ ۲۴ اسفند ۱۳۸۳ با شمارهٔ ثبت ۱۱۴۹۳ به‌عنوان یکی از آثار ملی ایران به ثبت رسیده است.